# Negri da Oleggio
I Negri sono un'antica famiglia originaria da Oleggio, dove godette sempre di una posizione ragguardevole.

## Storia
Il 17 luglio 1921 il pontefice Benedetto XV, in riconoscimento delle opere in servizio della religione svolte da Vincenzo Negri (Milano 10 agosto 1887 - 10 settembre 1976), il quale era suo cameriere di Spada e Cappa, e da sua madre Anna Consonno, concesse a suo favore il titolo di conte (mpr.), autorizzato con R.D. 20 giugno 1926 seguito da RR. LL. PP. 6 gennaio 1927.
Nel 1954 la famiglia donò alla Chiesa di Santa Marcellina in Muggiano una campana dedicata a San Giuseppe con inciso lo stemma gentilizio e la dedica "Vincentius Negri de Olegio pro se et suis".

## Membri illustri
- Messer Giovanni di Quirico è tra i cinque che nel 1495 sono eletti dagli abitanti di Oleggio per giurare fedeltà a Ludovico Maria Sforza[1];

- Michele, nel sec. XVI, esercita la carica di luogotenente del podestà di Oleggio e fu egli stesso podestà di Marano Ticino; per quasi un cinquantennio fu uno dei notai più attivi di Oleggio[1];

- Tommaso fonda nel XVII secolo, in unione col figlio Bernardo, la Domus Pauperum dotandola di largo censo[1];

- Gaetano (n. 1779), proavo del conte Vincenzo, fu deputato della comunità di Arese[1];

- Vincenzo (n. 1819), avo dell'omonimo conte, fu sindaco di Arese per oltre un trentennio[1];

- Il conte Vincenzo (Milano 10 agosto 1887 - 10 settembre 1976), grande studioso e bibliofilo che ha donato nel 1968 all'Università Cattolica del Sacro Cuore la sua preziosa raccolta libraria[4];

- Bernardo Maria (Milano 27 aprile 1930 - 2024), figlio del conte Vincenzo e vicepresidente di Assoedilizia per oltre mezzo secolo[5];

- Sebastian, (Marondera 30 giugno 1994), rugbista attivo con la nazionale italiana[2].

## Luoghi e architetture
- Corte Grande a Milano, quartiere Muggiano[6];

- Corte Lucini a Milano, quartiere Muggiano[6];

- Corte Bislunga a Milano, quartiere Muggiano[6].

- Villa Negri da Oleggio a Carate Brianza[7].

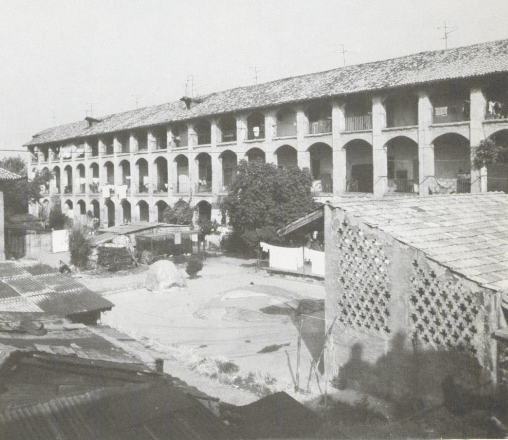
La Corte Grande in una fotografia d'epoca
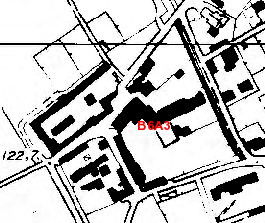
La Corte Grande, la Corte Lucini e la Corte Bislunga